# Coupe de France 2012/13
De Coupe de France 2012/13 was de 96e editie van dit voetbalbekertoernooi en stond open voor alle bij de Franse voetbalbond (FFF) aangesloten clubs, inclusief voor clubs uit de Franse overzeese departementen.
Het bekertoernooi omvatte 14 ronden, waarvan de eerste zes in regionaal verband. De clubs van de CFA 2 begonnen op 16 september in de derde ronde aan het toernooi, de clubs van de CFA 1 op 30 september in de vierde ronde, en de clubs van de Championnat National op 14 oktober in de vijfde ronde. De clubs van de Ligue 2 stroomden in de zevende ronde in, evenals zeven bekerwinnaars van zeven overzeese gebiedsdelen. Vanaf de negende ronde namen de 20 clubs van de Ligue 1 deel aan het toernooi.
Titelverdediger was Olympique Lyonnais dat in de finale van 2012 met 1-0 won van de amateurs van US Quevilly. Girondins de Bordeaux veroverde, na 1941, 1986 en 1987, voor de vierde keer de beker door in de finale Évian Thonon Gaillard FC, voor het eerst finalist, met 3-2 te verslaan. De bekerwinnaar plaatste zich hiermee tevens voor de groepsfase van de UEFA Europa League 2013/14.

## Uitslagen

### Laatste 16
| Thuis                    | Uitslag      | Bezoekers             |
| ------------------------ | ------------ | --------------------- |
| FC Lorient               | 3–0          | Stade Brestois 29     |
| Paris Saint-Germain      | 2–0          | Olympique Marseille   |
| US Raonnaise             | 2–2 ns (3–5) | Girondins de Bordeaux |
| Évian Thonon Gaillard FC | 3–1          | Le Havre AC           |

| Thuis                    | Uitslag | Bezoekers  |
| ------------------------ | ------- | ---------- |
| FC Sochaux               | 1–2     | Troyes AC  |
| AS Minguettes Vénissieux | 0–2 nv  | AS Nancy   |
| AS Saint-Étienne         | 3–2     | Lille OSC  |
| RC Lens                  | 2–0     | SAS Épinal |

### Kwartfinale
|                    |                                                            |       |          |                                                                          |
| 16 april 18:00 uur | Troyes AC                                                  | 3 – 0 | AS Nancy | Stade de l'Aube, Troyes Toeschouwers: 7.789 Scheidsrechter: Tony Chapron |
| 16 april 18:00 uur | Jérémie Bréchet 53' Julien Faussurier 74' Fabien Camus 81' |       |          | Stade de l'Aube, Troyes Toeschouwers: 7.789 Scheidsrechter: Tony Chapron |

|                    |                               |       |                                              |                                                                                          |
| 16 april 20:50 uur | AS Saint-Étienne              | 1 – 2 | FC Lorient                                   | Stade Geoffroy-Guichard, Saint-Étienne Toeschouwers: 19.256 Scheidsrechter: Saïd Ennjimi |
| 16 april 20:50 uur | Pierre-Emerick Aubameyang 74' |       | 43' Maxime Barthelme 90+2' Jérémie Aliadière | Stade Geoffroy-Guichard, Saint-Étienne Toeschouwers: 19.256 Scheidsrechter: Saïd Ennjimi |

|                    |                                                           |       |                                                  |                                                                            |
| 17 april 20:55 uur | Évian Thonon Gaillard                                     | 1 – 1 | Paris Saint-Germain                              | Parc des Sports, Annecy Toeschouwers: 14.925 Scheidsrechter: Philippe Kalt |
| 17 april 20:55 uur | Saber Khelifa 44'                                         |       | 9' Javier Pastore                                | Parc des Sports, Annecy Toeschouwers: 14.925 Scheidsrechter: Philippe Kalt |
| 17 april 20:55 uur | Strafschoppen                                             |       |                                                  | Parc des Sports, Annecy Toeschouwers: 14.925 Scheidsrechter: Philippe Kalt |
| 17 april 20:55 uur | Olivier Sorlin Yannick Sagbo Saber Khelifa Cédric Barbosa | 4 – 1 | Zlatan Ibrahimović Thiago Silva Ezequiel Lavezzi | Parc des Sports, Annecy Toeschouwers: 14.925 Scheidsrechter: Philippe Kalt |

|                    |                                                   |       |                                            |                                                                                |
| 17 april 19:00 uur | RC Lens                                           | 2 – 3 | Girondins Bordeaux                         | Stade Félix Bollaert, Lens Toeschouwers: 38.256 Scheidsrechter: Clément Turpin |
| 17 april 19:00 uur | Cédric Carrasso 11' (e.d.) Zakarya Bergdich 90+2' |       | 59' Grégory Sertic 81', 85' Cheick Diabaté | Stade Félix Bollaert, Lens Toeschouwers: 38.256 Scheidsrechter: Clément Turpin |

### Halve finale
|                  |             |       |                                |                         |
| 14 mei 20:55 uur | Troyes AC   | 1 – 2 | Girondins Bordeaux             | Stade de l'Aube, Troyes |
| 14 mei 20:55 uur | Bahebeck 7' |       | Diabaté 41' Bréchet 63' (e.d.) | Stade de l'Aube, Troyes |

|                 |                                                                           |       |            |                                                                              |
| 8 mei 21:00 uur | Évian Thonon Gaillard                                                     | 4 – 0 | FC Lorient | Parc des Sports, Annecy Toeschouwers: 14.118 Scheidsrechter: Laurent Duhamel |
| 8 mei 21:00 uur | Miloš Ninković 10' Yannick Sagbo 20' Kévin Bérigaud 33' Nadjib Baouia 80' |       |            | Parc des Sports, Annecy Toeschouwers: 14.118 Scheidsrechter: Laurent Duhamel |

### Finale
|                  |                                                        |       |                                        |                                                                                 |
| 31 mei 20:55 uur | Girondins Bordeaux                                     | 3 – 2 | Évian Thonon Gaillard                  | Stade de France, Saint-Denis Toeschouwers: 77.000 Scheidsrechter: Fredy Fautrel |
| 31 mei 20:55 uur | Cheick Diabaté 39' Henri Saivet 53' Cheick Diabaté 89' |       | 51' Yannick Sagbo 70' Brice Dja Djédjé | Stade de France, Saint-Denis Toeschouwers: 77.000 Scheidsrechter: Fredy Fautrel |